# Luoghi del Ciclo dell'Eredità

Questa pagina presenta un elenco dei Luoghi del Ciclo dell'Eredità, la tetralogia fantasy creata e scritta da Christopher Paolini.

## Stati e Regioni

### Alagaësia
È il continente immaginario in cui sono ambientate le vicende descritte dalla saga.
Il territorio del continente è molto vario. Ad ovest, lungo le coste, si estende da nord a sud la Grande Dorsale, una immensa catena montuosa di cui fa parte anche la Valle Palancar, coi villaggi di Carvahall e di Therinsford. Lungo le rive dell'oceano sorgono le diverse città portuali di Narda, Teirm, Kuasta, Feinster ed Arughia, mentre nell'estremo nord-ovest si trova l'isola di Vroengard, con capitale Dorù Areaba. Ad est della Dorsale troviamo invece una vasta area pianneggiante che ospita le città di Dras-Leona ed Urû'baen, la capitale dell'Impero. La regione ospita i tre grandi laghi di Leona (vicino all'omonima città) e Tüdosten a sud e Isenstar a nord, sul quale si affaccia invece la città-fortezza di Gil'ead. Vicino alla città di Dras-Leona, in mezzo alla pianura sorge l'Helgrind, un altissimo monte che culmina in diversi picchi e nel quale vi si trova il nascondiglio dei Ra'zac. A sud di Dras-Leona sorge Belatona, che affaccia anch'essa sul lago. A sud ovest si trova il regno indipendente del Surda con capitale Aberon. Il clima della regione è caldo ed arido soprattutto al centro, nelle Pianure Ardenti. Poco lontano dalle coste occidentali del regno si trovano invece le isolette di Beirland, Illium, Parlim, Uden e Nìa. Tra quest'ultima e Beirland si trova l'Occhio del Cinghiale, un vortice di una lega di diametro e le cui spire possono raggiungere anche 15 miglia di distanza e che distrugge tutte le navi che tentano di attraversarlo. L'unico momento in cui ciò è possibile è al culmine dell'alta e della bassa marea. Roran riesce nell'impresa insieme a Jeod Gambelunghe e ad Uthar per raggiungere il Surda insieme agli abitanti di Carvahall. Ad est dell'Impero si trova l'immenso deserto di Hadarac, mentre sulla fascia settentrionale del continente si estende la Du Weldenvarden, una foresta che ospita il territorio degli elfi, con capitale Ellesméra. Oltre a questa, le altre maggiori città sono Osilon, Kirtan, Nädindel, Silthrìm (sulle sponde del lago Ardwen), Ceris ed Ìlia Fëon. A sud est del continente vi sono invece i giganteschi Monti Beor, che ospitano il Regno dei Nani, con capitale Tronjheim. Oltre alla metropoli, situata all'interno del Farthen Dûr, una montagna cava con un'altitudine di circa dieci miglia, le altre esistenti sono quelle di Orthìad, Dalgon, Tarnag, Buragh e Galfni.

### Grande Dorsale
È una grande catena montuosa affacciata sull'oceano a occidente di Alagaesia. Si trova all'estremo occidente di Alagaesia, si affaccia sull'oceano e attraversa quasi tutto il continente da nord a sud. Fra le montagne di tale catena montuosa si trova la valle Palancar dove sono situate Therinsford e Carvahall, la città natale di Eragon, eroe dei racconti di Paolini. Ha solo un passo principale, nei pressi del fiume Toark, che collega la zona alla costa. La maggior parte degli abitanti dell'Impero teme la Grande Dorsale, specialmente da quando il re perse quasi metà del suo esercito al suo interno durante la campagna contro i Cavalieri dei Draghi. Gli Urgali e altri mostri vivono qui. La zona è abitata da ben pochi umani; Eragon è uno dei pochi che osa avventurarsi in essa e che ne esce ancora vivo. La Grande Dorsale gioca un ruolo importante nella saga. Sulla grande Dorsale gli Urgali uccisero due compagni di Galbatorix e il suo primo drago; qui Eragon trovò l'uovo di Saphira. La zona fu usata come nascondiglio da Brom, Eragon, Saphira e Roran nel corso dei libri della serie. Ed è qui che la moglie del macellaio Sloan (padre di Katrina) perse la vita cadendo da una cascata.

### Du Weldenvarden
È una foresta al limite settentrionale dell'impero di Galbatorix; nell'Antica lingua (la lingua degli elfi, utilizzata per usare la magia) significa La foresta dei guardiani. Vi abitano gli elfi, guidati dalla regina Islanzadi fino al quarto libro della serie. La capitale del regno è Ellesméra, dove le abitazioni formano un tutt'uno con gli alberi della foresta. Altre città importanti sono Ilia Feon e Ceris. Le città della Du Weldenvarden si fondono alla perfezione con la foresta circostante, diventando un tutt'uno con essa; le abitazioni e le strutture che compongono le città elfiche come Ellesmera non sono costruite ma "cantate", ovvero generate dalla foresta stessa tramite un rituale magico operato dagli elfi. La Du Weldenvarden è protetta da qualsiasi tentativo di infiltrazione di tipo magico proveniente dall'esterno grazie ad una fitta rete di incantesimi che la circonda. Nessuno può inoltre accedere alla capitale se non ottiene il permesso di Gilderien il Saggio, un anziano elfo posto a guardia della foresta. La Du Weldenvarden è molto rigogliosa e fitta grazie alla magia degli elfi e al Canto di Dagshelgr, il quale veniva effettuato ogni primavera: questo canto viene effettuato da quanti più elfi possibile in modo che la magia sia più forte. Tutti ne subiscono gli effetti e persino gli elfi riescono a stento a sfuggire ad essi; nel secondo libro Eragon e Orik vengono salvati dalla sua magia da Arya, Lifaen e Narì, mentre gli animali cercano un compagno per procreare. Nella Du Weldenvarden Eragon incontra Oromis, un Cavaliere dei Draghi ormai infermo che insieme al suo drago Glaedr completa l'addestramento di Eragon e Saphira. Una volta ogni cento anni gli Elfi, per onorare l'antico patto con i Draghi, festeggiano l'Agaeti Blödhren, ovvero la Celebrazione del giuramento di sangue ed Eragon ha la fortuna di parteciparvi; durante uno dei riti conclusivi, Iduna e Neya, insieme ai draghi Saphira e Glaedr (nonché segretamente gli Eldunarí della Volta delle Anime) e tutti gli elfi che partecipano alla festa, evocano lo spirito di un drago che modifica il corpo di Eragon conferendogli le capacità degli elfi e levandogli ogni cicatrice compresa quella provocatagli da Durza nel primo libro. Questa foresta è anche il luogo dove alla fine del quarto libro Arya cresce e addestra il suo drago, nato dal terzo uovo, di colore verde, prima in possesso di Galbatorix.

### Deserto di Hadarac
Si trova nel centro della terra di Alagaësia. Il deserto separa la foresta chiamata Du Weldenvarden dai Monti Beor, e i territori dell'ovest, come la Grande Dorsale, da quelli dell'est, ancora sconosciuti. Un tempo era una vasta pianura verdeggiante e rigogliosa. I nani vivevano lì. Quando si trasformò in deserto, essi emigrarono sui Monti Beor. Il Deserto di Hadarac è un'immensa distesa di sabbia, dove a tratti è possibile trovare qualche spiazzo di terreno solido, con alberi morti e rocce infuocate. Eragon, Saphira, Murtagh e Arya, avvelenata, attraversano il Deserto di Hadarac per dirigersi verso i Monti Beor, rifugio dei Varden, in cerca di aiuto. Nel Deserto di Hadarac ci sono solo poche piante non commestibili e velenose, e vari animali come serpenti e scorpioni. Nel film omonimo il Deserto di Hadarac non compare e non viene neanche menzionato.

### Monti Beor
Sono una catena montuosa il cui territorio è occupato dal regno dei Nani, suoi principali abitanti. Essi occupano la parte sud-est di Alagaësia, oltre il deserto di Hadarac. La poca vegatazione presente si trova solo alla base delle montagne ed il territorio montuoso rende il clima particolarmente stepposo. Al centro questi sono attraversati da una grande vallata lungo la quale scorre il fiume Zannadorso, che partendo dal deserto arriva fino al Farthen Dûr, una montagna cava alta circa dieci miglia che ospita al suo interno la capitale del Regno dei Nani, Tronjheim. Altre città nanesche molto importanti sono Orthìad, ad ovest, poco lontano dal Surda e dall'Impero, Tarnag, nella vallata che si estende a nord del Farthen Dûr, Buragh, Dalgon e Galfni.
I monti Beor compaiono in diverse occasioni nel corso della saga. Eragon li incontra per la prima volta nei capitoli finali del primo libro della saga in compagnia di Murtagh. Giungeranno al Farthen Dûr dove combatteranno insieme ai nani e ai Varden contro gli Urgali comandati da Durza ed inviati da Galbatorix. Il secondo libro inizia subito dopo la battaglia, una volta conclusisi la battaglia finale del primo episodio della quadrilogia. Inoltre, una parte delle vicende di Eldest, con protagonista Nasuada, è ambientata proprio all'interno della capitale nanesca.

## Stati

### L'Impero
È il grande territorio sotto il controllo del re Galbatorix, con capitale Urû'baen. L'Impero, si trova nel continente di Alagaësia e si estende trasversalmente, da nord a sud, lungo tutta la sua regione occidentale. A est è delimitato dal Deserto di Hadarac e ad ovest fiancheggia l'oceano; a sud confina con il Regno del Surda e i Monti Beor (le terre dei nani) mentre a nord-est i territori imperiali confinano con la Du Weldenvarden degli elfi. La nascita dell'Impero va ricercata nell'insurrezione promossa ai danni dell'ordine dei Cavalieri di draghi, da Galbatorix e i suoi servi, i Rinnegati. Essi in modo sistematico tesero agguati e imboscate a molti Cavalieri, dando un duro colpo all'ordine; perfino Oromis fu vittima di uno di questi attacchi nella città di Gil'ead. Quando si sentirono forti a sufficienza i cavalieri ribelli si scontrarono apertamente con l'ordine causando violenti scontri su tutto il territorio di Alagaesia. Gli incendi che divampano perennemente sulle Pianure Ardenti furono causati proprio da uno di questi combattimenti. Fu in questo clima che si svolse la battaglia di Ilirea in cui alcuni Cavalieri tentarono assieme a un esercito di Elfi di sconfiggere Galbatorix. L'armata fu però sconfitta e il re degli Elfi, Evandar, morì sul campo: per vendicarsi dell'intervento del "popolo leggiadro" Galbatorix e i suoi seguaci massacrarono e diedero alle fiamme le città di Ewayena e Luthivira. Gli elfi a quel punto si ritirarono nelle profondità della loro foresta e posero sui confini decine e decine di incantesimi per impedire ad eventuali intrusi di scoprire i loro insediamenti e la loro civiltà. La distruzione dell'ordine dei Cavalieri culminò nella battaglia di Doru Areaba che costrinse Vrael alla fuga sul monte Utgard dove sperava di recuperare le forze e affrontare nuovamente il traditore; Galbatorix scoprì il suo nascondiglio e lo uccise per poi volare con i Rinnegati alla volta di Ilirea. Qui, depose re Angrenost e si impadronì dei suoi titoli e del suo reame, il regno di Broddring. Esso fu il nucleo da cui diresse le successive conquiste che forgiarono l'Impero. Tuttavia, per completare il suo progetto Galbatorix doveva rendere innocuo e inerme il popolo dei Nani: essi furono costretti ad abbandonare le loro città in superficie e si ritirarono nei loro tunnel per sfuggire alla furia del nuovo sovrano e dei Rinnegati che sorvolavano i Monti Beor uccidendo chiunque incontrassero. In inheritance l'impero viene sconfitto e Galbatorix, li succede al trono Nasuada dopo alcune dispute con Orrin, che in premio per il suo contributo alla sconfitta di galbatorix riceve le isole meridionali, arughia, Feinster, Melian e il lago Tudosten con Furnost.
L'Impero è governato da 100 anni da Re Galbatorix. Il territorio è organizzato secondo un ordinamento feudale ed è gestito da numerose famiglie nobili che si occupano dell'amministrazione delle città e dei villaggi. L'esercito imperiale può contare su migliaia di soldati di ferma, distaccati per la maggior parte nella guarnigione di Gil'ead, ai quali vanno ne aggiunte diverse decine di migliaia qualora venisse bandita la coscrizione obbligatoria; in caso di mobilitazione totale l'autorità imperiale confisca mezzi e rifornimenti dalle campagne e ingrossa le file delle armate effettuando un rigido reclutamento forzato basato su un giuramento nell'Antica lingua. Il controllo della popolazione si basa su una fitta rete di spie chiamata la Mano Nera che uccidono o arrestano persone sgradite al re o ai suoi vassalli; l'impero ha inoltre censurato o distrutto molti testi in nome del re, che evidentemente non li riteneva idonei per i suoi sudditi.

### Regno del Surda
Stato indipendente a sud-occidente di Alagaësia, con capitale Aberon. Si trova nel continente di Alagaësia. Si pensa che il Surda sia il luogo in cui gli umani sbarcarono per la prima volta in Alagaësia, sotto la guida di re Palancar. Creato approssimativamente un secolo prima della storia di Eragon, il Surda ripartisce il bordo sud-occidentale dell'Impero. Il Surda è un paese formato dalla ribellione del sud contro Galbatorix e non è stato riannesso al suo regno, in quanto non rappresentava una minaccia per il re. Infatti è riuscito a staccarsi solo perché (come viene spiegato in Brisingr) in quel periodo il Re si era rinchiuso nella capitale del suo Impero per soggiogare gli Eldunarì e non si interessava molto del mondo circostante. Durante l'ultimo secolo, il Surda sta esaurendo le risorse che permettono di condurre segretamente la guerra con l'impero, sostenenti dai Varden, un'organizzazione ribelle generata per distruggere Galbatorix. Un anno dopo la schiusura dell'uovo di Saphira per Eragon, i Varden, con il loro nuovo capo Nasuada, entrano in Aberon per raggrupparsi e prepararsi per combattere apertamente l'impero. Gli eserciti dei Varden e del Surda hanno combattuto insieme le forze dell'Impero nella battaglia delle Pianure Ardenti una zona che si trova immediatamente a nord-ovest del Surda; durante la battaglia Eragon e Saphira ha affrontato il Cavaliere dei Draghi Murtagh fedele a Galbatorix e il suo drago Castigo. Questa è stata la prima battaglia aperta fra il Surda e l'Impero di Galbatorix, che il Surda ha vinto poiché le truppe dei nani giunte in aiuto dei Varden dai Monti Beor si sono unite ed hanno contribuito a sconfiggere l'esercito nemico. Alla fine della guerra, re Orrin rinuncia al titolo di Imperatore ma in cambio acquisisce le città di Arughia, Feinster e Melian e tutto il Lago Tudosten, raddoppiando i territori dello stato. I re del Surda sono alleati storicamente con i capi dei Varden. Il re del Surda ai tempi del racconto di Eragon è Orrin, figlio di Larkin, che è ben addestrato a combattere anche se inizialmente difetta dell'esperienza. Il re Orrin governa il Surda dal suo castello a Aberon, la capitale. Il castello è situato su una roccia, dando ai suoi abitanti e soldati viste eccellenti della zona circostante - una misura per la sicurezza del castello.
Lo stato surdano appare in Eldest, nelle parti del romanzo dedicate a Nasuada e in Brisingr, per tutta la durata del romanzo soprattutto nelle parti riguardanti Roran e ancora Nasuada. Re Orrin compare più volte e lo stato stesso è coinvolto in scontro con l'Impero. Tutto ciò che si sa a proposito del Surda è contenuto nei libri del Ciclo dell'Eredità.

### Regno dei Nani
Occupa la quasi totalità dei Monti Beor (eccetto Ithrö Zhâda, un tempo nota come Orthíad, poi conquistata da Galbatorix). Ha capitale Tronjheim.

### Regno degli Elfi
Occupa diverse città all'interno della Du Weldenvarden ed ha come capitale Ellesméra.

### Regno di Broddring
Venne fondato da Re Palancar al momento del suo arrivo in Alagaësia, insieme alla sua comunità di esseri umani. La città abbandonata di Ilirea, lasciata dagli elfi nel corso della Du Fyrn Skulblaka, divenne in seguito sua capitale. Nel corso dei secoli, diversi re governarono il regno insieme ai Cavalieri dei Draghi, ultimo dei quali, Angrenost, fu deposto da Galbatorix. Il futuro capo di Stato di quello che sarebbe poi divenuto l'Impero si autoincoronò come tale solo dopo aver ucciso Vrael sul Monte Utgard. Dal momento della presa di potere da parte di Galbatorix, tutto ciò che si sapeva sul regno di Broddring venne fatto dimenticare e gran parte dei documenti riguardanti esso distrutti. Ciò che si sa e che si trattava di un reame molto povero e con un basso tenore di vita. Sono però in molti a credere il contrario.

## Mari e oceani

### Il Mare
L'oceano che divide le coste occidentali di Alagaësia dal resto del mondo. Si suppone che dall'altra parte di esso sia situato il leggendario continente di Alalea, da cui pare siano arrivati Elfi ed Urgali, molti secoli prima.

### Il Mare del Nord
Il Mare del Nord è un golfo che si trova nell'estremo nord di Alagaësia, tra la Du Weldenvarden e la Grande Dorsale. Sulle sue sponde vi sorge la città di Ceunon e vi si getta il Fiume Anora. Si tratta inoltre del primo mare che Horst abbia avuto modo di vedere.

## Fiumi

### Anora
Fiume situato nella Valle Palancar, nasce dalle Cascate di Igualda e sfocia nell'oceano, dopo essere uscito dalle montagne. Scorre nel nord di Alagaësia lungo la valle Palancar e attraversa i villaggi di Therinsford e Carvahall. Durante il loro viaggio Eragon e Brom dovranno attraversarlo lungo un ponte nei pressi di Therinsford. Il fiume nasce dalle cascate di Igualda per attraversare la vallata e, una volta uscito da questa, deviare bruscamente verso settentrione, sfociando nel mare del Nord, un piccolo golfo tra la Grande Dorsale da una parte e la città elfica di Ceunon con la Du Weldenvarden dall'altra. Nel primo libro viene descritto dall'autore come un fiume impetuoso, alimentato da centinaia di torrenti diversi e che sembra combattere contro ogni scoglio o macigno che gli si presenti davanti. Si ritiene che l'Anora sia la causa della formazione della stretta gola che, passando tra il monte Utgard ad ovest e le altre montagne ad est, rappresenta l'unica via d'uscita dalla valle. Anora è un nome di origine elfica.

### Jiet
Fiume situato nella parte meridionale del continente. Nasce dal Lago di Leona e sfocia nell'oceano, lungo la costa del Surda, vicino alla città di Dauth.
In Eldest le sue rive sono il teatro dello sbarco delle forze di Carvahall comandate da Roran e della Battaglia delle Pianure Ardenti.

### Ramr
Fiume situato tra il deserto di Hadarac e l'Impero di Galbatorix. Nasce a sud-ovest di Urû'baen per sfociare nel lago Isenstar.

### Az Ragni
Fiume situato nei Monti Beor. Nasce nei pressi del Farthen Dûr e percorre la vallata di Tarnag per sfociare poi nell'Edda.

### Edda
Fiume nell'estremo oriente del continente. Ad est si perde in territori ignoti, mentre ad ovest è collegato con il lago Eldor, nei pressi della Du Weldenvarden. Un suo affluente è l'Az Ragni.

### Toark
Nasce dal Lago di Leona per attraversare la gola che attraversando la Grande Dorsale, conduce a Teirm, passando per il lago Guadoscuro e sfociando poco più a sud della città.

### Zannadorso
Fiume situato lungo la vallata dei Monti Beor che, dal deserto di Hadarac conduce al Farthen Dûr.

### Ninor
Fiume situato nella parte settentrionale dell'Impero. Nasce a sud della Grande Dorsale per proseguire a nord verso le città di Yazuac e Daret. Sfocia nel lago Isenstar.

## Laghi

### Tüdosten
Il lago Tüdosten è uno dei più grandi laghi del continente. Si trova sul confine tra l'Impero e il Surda ed è il lago sulle cui sponde nacque Oromis. Alla fine di Inheritance diventa parte del Surda.

### Leona
Il Lago di Leona si trova nel sud del continente, ad est della Dorsale e ad ovest di Dras-Leona e dell'Helgrind. Da questo lago nascono due fiumi, il Jiet e il Toark. Il primo percorre il resto del continente verso sud, per poi entrare in Surda e in seguito in mare; il secondo invece, partendo da nord, prosegue attraverso la Grande Dorsale e sfocia vicino a Teirm.

### Isenstar
Questo è situato nell'angolo dell'Impero tra il deserto di Hadarac e la Du Weldenvarden. Ad est del lago si trova il monte Marna, mentre sulle sue sponde meridionali sorge la città fortezza di Gil'ead. È alimentato da due affluenti, il Ninor ed il Ramr.

### Ardwen
Si trova nell'est della Du Weldenvarden. Vi sorge la città di Siltrhim ed è collegato col fiume Gaena.

### Eldor
Anch'esso situato nella foresta elfica, è collegato coll'Ardwen tramite il Gaena e con il fiume Az Ragni tramite l'Edda. Nelle vicinanze vi sorge la città di Ceris.

### Röna
Altro lago nell'estremo nord della Du Weldenvarden.

## Montagne

### Farthen Dûr
Montagna cava alta oltre dieci miglia e situata nella catena dei Monti Beor. Al suo interno ospita la città di Tronjheim. È la sede dei nani e ospita l'immensa città di Tronjheim (elmo dei giganti) e si trova nei Monti Beor. Durante il libro Eragon, era una fortezza usata dai Varden nella battaglia contro l'esercito di Urgali che ha marciato su di esso. Vi si svolge inoltre la Battaglia del Farthen Dûr. Il Farthen Dûr è stato scoperto dall'antenato dei nani, Korgan. Korgan scavò all'interno del Farthen Dûr fino e fondò la città di Tronjheim, divenendo Re dei Nani. Da allora, ci sono stati 43 Re dei Nani nel Farthen Dûr, il primo dei quali fu Korgan stesso. L'attuale Re è Orik. Nel corso degli anni, il Farthen Dûr è servito due volte come fortezza capace di proteggere i nani quando il mondo esterno ha avuto conflitti.

### Helgrind
Monte molto alto situato nei pressi della città di Dras-Leona. Venerato come un dio dagli abitanti del luogo che offrono a lui anche sacrifici umani, è il nascondiglio dei Ra'zac. Eragon, Roran e Saphira attaccano i Ra'zac e i loro spaventosi genitori, i Lethrblaka, nascosti nel monte, alla ricerca della futura sposa di Roran, Katrina, tradita dal suo stesso padre e rapita dai Ra'zac a Carvahall. Alla base del monte, luogo sacro per gli abitanti di Dras-Leona, si trova un altare di pietra dove, in Brisingr, Eragon e Roran osservano dall'alto di una cunetta a sud dell'Helgrind gli spaventosi sacrifici compiuti dagli uomini in suo onore: un uomo arriva addirittura a recidersi la mano destra, mentre il Sommo Sacerdote, un uomo a cui manca l'intera parte inferiore del corpo, si taglia le vene per far bere il suo sangue ai suoi seguaci. Il monte si trova nei pressi di una delle più grandi metropoli di Alagaësia, Dras-Leona. All'inizio di Brisingr, Eragon, Roran e Saphira entrano nell'Helgrind per salvare Katrina. Dall'Helgrind, attraverso una finta parete, si accede al covo dei Ra'zac: il covo è formato da un salone circolare, da cui si accede alla caverna che ospita le celle e le stanze.

### Utgard
Montagna altissima situata all'inizio della Valle Palancar, nella Grande Dorsale. A differenza delle altre più basse che si trovano intorno ad essa, la montagna raggiunge una quota talmente elevata da scomparire quasi tra le nubi. Ad est della base dell'Utgard un profondo crepaccio rende accessibile la valle, lungo il fiume Anora. Il suo è un nome di origine nanica. Era noto anticamente col nome elfico di Edoc'sil ("Inespugnabile" nell'antica lingua). Dopo che Vrael vi si nascose e poi fu ucciso da Galbatorix, il monte fu chiamato non solo Utgard, ma anche Ristvak'baen (in elfico "Il luogo del dolore").

### Marna
Monte situato ad est del lago Isenstar, a poca distanza da Gil'ead e dal deserto di Hadarac. A suo proposito si sa molto poco.

## Isole

### Vroengard
Gigantesca isola situata nell'estremo nord ovest del continente, lontana dalle coste dell'Impero, isolata e disabitata. La sua unica città, Dorù Areaba, è stata da tempo abbandonata dopo la caduta dei Cavalieri, che vi avevano stabilito la loro nascondiglio. Fu proprio nella città che si assisté all'ultima battaglia tra i Cavalieri, capeggiati da Vrael e l'esercito di Galbatorix, capeggiato da lui e dai Rinnegati. Attualmente vi si possono trovare solamente animali selvatici stranissimi, corrotti probabilmente dalla magia e dalla radioattività che furono sprigionate nella battaglia tra Cavalieri. In Inheritance si scopre essere il luogo dove è nascosta la Volta delle Anime all'interno della Rocca di Kuthian.

### Isole meridionali
A sud, non lontano dalle coste dell'Impero, si trova l'arcipelago delle Isole Meridionali composto da Beirland, Nìa, Illium, Parlim e Uden. Poco abitate, esse sono molto famose a causa della presenza di un grande quanto pericolosissimo gorgo, noto come l'Occhio del Cinghiale, situato nello stretto tra Beirland e Nìa. Esso si forma a causa delle correnti che si incontrano tra le due isole. Le imbarcazioni inghiottite vengono letteralmente distrutte sul fondo dell'oceano e i loro relitti vengono spesso rinvenuti sulle coste delle terre vicine. Gli unici due momenti in cui è possibile oltrepassarlo indenni è al culmine dell'alta e della bassa marea. Roran e i suoi compagni di Carvahall lo fanno insieme a Jeod e ad Uthar nel corso del secondo libro, a bordo dell'Ala di Drago. Alla fine di Inheritance diventa territorio surdano.

## Città

### Aberon
Aberon è la capitale dello Stato del Surda. Il clima è molto caldo tutto l'anno e ospita al suo interno un grande castello, la Fornace, fortezza dimora di re Orrin protetta da ben tre cinte murarie. È proprio in questa città che Roran e Katrina hanno pensato di venire a vivere dopo la sconfitta di Galbatorix. Non si sa se il Surda e quindi Aberon, siano stati indipendenti dal resto di Alagaësia prima della Guerra tra Vrael e i Rinnegati o fossero parte del Regno di Broddring, ma è certo che esso divenne uno stato indipendente con l'ascesa di Galbatorix.
Il lettore la può incontrare per la prima volta nel corso di Eldest, nella parte del libro che ha per protagonista Nasuada, trasferitasi nella città dopo la morte di Ajihad insieme al resto dei Varden. In seguito, gran parte delle armate dei Varden marceranno contro l'Impero, lasciandosi alle spalle Aberon.

### Luthivíra
Luthivíra è la città natale del Cavaliere dei Draghi Oromis. È situata sul lago Tüdosten, a sud di Alagaësia. Su di essa non si conosce molto dato che lo stesso Oromis la abbandonò all'età di vent'anni, dopo che l'uovo di Glaedr si schiuse per lui, per cominciare l'apprendistato di Cavaliere. La città fu abbandonata dagli elfi dopo che si ritirano nella Du Weldenvarden.

### Urû'baen
Urû'baen è una città di Alagaësia, continente immaginario del Ciclo dell'Eredità, la tetralogia fantasy scritta da Christopher Paolini. Conta circa 2 000 000 abitanti, ed è infatti una delle metropoli più popolose di Alagaësia. Urû'baen è la capitale dell'Impero, e quindi sede del governo di Re Galbatorix. La metropoli sorgeva ai piedi di una grande collina, il cui versante meridionale (che si affacciava sul centro urbano) consisteva in un enorme costone di roccia, largo più di 1 chilometro e alto 150 metri. Proprio al di sotto di questa sporgenza era stato edificato il palazzo del Re: il suo maestoso cancello era stato progettato appositamente per permettere il passaggio di Shruikan, il drago di Galbatorix. Nel centro della città si trovavano invece sei alte torri di malachite, disposte ad arco, a testimonianza del non remoto passato elfico. La città era infine circondata da una cinta muraria, alta circa 100 metri, sui cui bastioni erano montate baliste e catapulte.
Anticamente era una città elfica, nota come Ilirea. Venne fondata circa 2500 anni prima degli eventi del primo libro per opera degli elfi, attratti dalla posizione geografica favorevole e dalle strane esalazioni provenienti da un crepaccio, che permettevano a chi le respirava di vedere scorci degli eventi futuri. Successivamente la città conobbe un periodo di abbandono e venne ripopolata solo con l'avvento degli umani, che ne fecero la capitale del proprio regno. I Cavalieri dei Draghi stabilirono qui un avamposto che avrebbe permesso un migliore coordinamento dell'ordine con i popoli di Alagaesia. Durante la rivolta di Galbatorix, le pianure antistanti la città ospitarono una grande battaglia tra le forze elfiche e i Rinnegati; in seguito, Galbatorix, dopo aver ucciso Vrael, tornò in città e usurpò il trono a Re Angrenost. Da quel momento la città venne ribattezzata Uru'baen, "la città del dolore"; cento anni dopo, a seguito della disfatta del Re e della vittoria dei Varden, nella metropoli si ritornò ad usare il suo vecchio nome. Per oltre un secolo è stata la sede degli Eldunarí che portano il nome di questa città, contenuti nella Stanza del Tesoro di Galbatorix insieme all'uovo di Fìrnen.

### Carvahall
Carvahall è il villaggio dove è nato Eragon. Si trova a nord-ovest di Alagaësia, sulla Grande Dorsale, sulla riva del fiume Anora, vicino alla città di Therinsford, nella valle Palancar. Il villaggio è così piccolo che gli abitanti non riescono a procurarsi da soli ciò di cui hanno bisogno, come il cibo e i vari oggetti utili nella vita quotidiana; per questo si appoggiano sui mercanti nomadi, che fanno tappa nel villaggio, per i loro piccoli acquisti. La maggioranza delle case era di legno con bassi tetti. Eragon vive in una fattoria non molto distante dal villaggio. Egli abbandonerà Carvahall all'età di 15 anni, insieme a Brom, dopo l'attacco dei Ra'zac alla casa di suo zio, durante il quale Garrow è stato ferito mortalmente.
Qualche tempo dopo, i Ra'zac torneranno a Carvahall per avere da Roran informazioni su Eragon. Con loro, Galbatorix manda anche un piccolo gruppo di soldati. Roran organizza la difesa e cinge il villaggio con un muro di tronchi e rovi e con una trincea. Roran riuscirà a far ritirare i soldati e i ra'zac. Dopodiché la città viene abbandonata e i paesani si spostano verso il Surda, in cerca di aiuto. Il villaggio verrà poi distrutto dai soldati. Durante l'assedio, però, Katrina e Sloan vengono catturati dai Ra'zac.

### Ellesméra
Ellesméra è la capitale degli elfi; si trova nella foresta Du Weldenvarden a nord di Alagaësia. La regina degli elfi, Islanzadi, vive qui. Prima dell'attacco all'uovo di Saphira, questo veniva trasportato ogni anno da Ellesméra a Tronjheim e viceversa. Nel libro Eldest, Eragon parte per Ellesméra con Arya e Orik, per completare il suo addestramento con Oromis, il più anziano Cavaliere dei Draghi non alleato di Galbatorix. La residenza della regina degli elfi (attualmente Islanzadi), il palazzo di Tialdari, si trova nella parte ovest della città. Per entrare nei giardini di Tialdari, che sono davanti all'attuale dimora, i membri della famiglia reale cantano ad un'arcata ogivale con dei nastri, "Radice d'albero, frutto di tasso, in nome del mio sangue lasciami il passo". A Ellesméra non ci sono strade, ma vie d'erba delimitate da edifici costruiti dentro vari tronchi d'albero che si sono uniti tra di loro. Nella periferia della città si trova l'albero di Menoa. Nei pressi di quest'albero si festeggi l'Agaetí Blödhren, una festa elfica che ricorre ogni cento anni. L'Albero di Menoa è associato a molte leggende elfiche. La regina degli elfi riserva inoltre una residenza al Comandante dei Cavalieri dei Draghi nella città; l'appartamento comprende anche una sistemazione per il drago del Comandante. L'appartamento è incavato in un albero, è su due piani: al primo piano c'è un vestibolo circolare, con tre porte che conducono a tre camere diverse (un'elegante sala da pranzo che può ospitare fino a dieci persone; una sala da bagno con una vasca incavata nel pavimento; una magnifica camera con una splendida vista sulla foresta Du Weldenvarden e uno splendido camino). Nella camera del Cavaliere c'è un'apertura che consente al drago di raggiungere la sua camera; questa apertura può essere chiusa con un telo. Una scala a chiocciola conduce al secondo piano dell'appartamento, che ospita uno studio con una scrivania in legno, una libreria e un piccolo terrazzo per il drago del Cavaliere. Quando Eragon e Saphira risiedono a Ellesméra, occupano questo appartamento, in quanto sono considerati i primi del Nuovo Ordine dei Cavalieri dei Draghi.

### Dras-Leona
Dras-Leona è una città di Alagaësia. Eragon e Brom alloggiano per qualche giorno in città, alla locanda "Il Globo d'Oro", mentre sono alla ricerca dei Ra'zac. La città sorge sulle rive del Lago Leona, a sud della Grande Dorsale. Come spiega Brom a Eragon, la città fu fondata per via dell'Helgrind:
(Christopher Paolini, Eragon)
Per gli abitanti l'Helgrind è quasi una divinità, e pregano e fanno sacrifici umani in suo onore. Dras-Leona, chiamata anche "La Fangosa", è una delle più grandi città di Alagaësia, formata da migliaia di vicoli e stradine contorte, che circondano un confuso ammasso di edifici. Le case sono di legno scuro, tutte attaccate le une con le altre, tanto che, per via dei tetti che coprono le vie, è difficile scorgere la luce del sole. Il centro della città è invece circondato da un muro opaco e fangoso; sempre nel centro della città si innalza una lussuosa cattedrale, dove abita Marcus Tàbor, governatore di Dras-Leona. Nel sottosuolo della città viene scoperto da Jeod un canale di scolo, costruito cinquecento anni prima, che porta dal di fuori delle mura fino a dentro la cattedrale. Verrà conquistata dall'esercito dei Varden in Inheritance.

### Teirm
Teirm è una città commerciale sul mare e si dice che gli elfi sbarcarono per la prima volta in Alagaësia proprio dove sorge Teirm. È difesa come nessun'altra città di Alagaësia. Dopo gli attacchi dei pirati, Teirm è stata totalmente ricostruita con una struttura tale che, in caso di attacco, gli arcieri avrebbero potuto salire sui tetti delle case e difendere la città da lì. La difesa è incentrata su una cittadella, dove i mercanti devono affittare una stanza a testa per amministrare i loro commerci, in modo che l'Impero possa controllare le navi dei Varden. Nelle mappe si vede come Teirm sia vicina alla Grande Dorsale, come Carvahall. È anche la città dove risiede Jeod, mercante e amico di Brom e dei Varden, e la sua vicina di casa, Angela l'erborista, col suo gatto Solembum. Teirm compare nel primo libro, quando Eragon e Brom cercano informazioni riguardo agli spostamenti dei Ra'zac. Compare anche nel secondo libro, quando Roran e il villaggio di Carvahall cercano un posto dove comprare una nave per raggiungere il Surda e i Varden, e Jeod gliela fornisce. È, insieme a Narda, Kuasta e Feinster, una delle quattro grandi città portuali dell'Impero. In seguito la caduta di Galbatorix, Teirm diviene una città stato indipendente, riconosciuta tale soltanto dopo aver acconsentito alle richieste della Suprema Regina riguardante la creazione di un ordine di maghi in Alagaësia.

### Tronjheim
È la città dentro al Farthen Dur. Situata nel continente di Alagaësia, è la capitale del regno dei nani. Situata all'interno del Farthen Dûr, un vulcano presente nel cuore della catena dei Monti Beor. È una città costruita su più livelli all'interno di una montagna alta dieci miglia che si trova al centro del Farthen Dûr. Sulla sua sommità si erge Isidar Mithrim l'immenso zaffiro stellato largo 60 piedi e al di sopra vi sono alcune grotte nella quale venivano ospitati i cavalieri in visita. La città è stata per anni il rifugio dei Varden dalle grinfie dell'Impero e sarà lo scenario dell'epica battaglia in cui i Varden e i Nani dovranno resistere all'aggressione degli Urgali guidati in battaglia dallo spettro Durza sconfitto da Eragon, grazie all'intervento di Arya che spezzò Isidar Mitrhim distraendolo e permettendo così a Eragon di trafiggergli il cuore. Lo zaffiro sarà poi ricostruito da saphira nel terzo libro. Nella lingua dei Nani, Tronjheim significa Elmo dei Giganti, ma gli elfi la chiamano "Città dell'Eterno Crepuscolo" perché la luce del sole la illumina per poche ore al giorno.

### Yazuac
Yazuac è una città situata lungo il fiume Ninor (viene chiamata anche "città fantasma"), a nord-occidente nella cartina di Alagaësia, fra Daret e Carvahall. La città compare in Eragon perché si trova sul sentiero che stanno seguendo Brom ed Eragon. Quando però stanno transitando per la città ci sono solo cadaveri, poiché un gruppo piuttosto grande di Urgali è entrato e ha ucciso tutti gli abitanti. I protagonisti proseguiranno il loro viaggio. Yazuac è anche importante perché sarà il luogo dove Eragon compirà la sua prima magia contro due Urgali (nel libro) o contro un esercito (film) uccidendoli con la parola "brisingr" (fuoco).

### Daret
Un altro villaggio situato sulla riva occidentale del fiume Ninor, di poco a sud-ovest rispetto a Yazuac. È la terza città che Brom ed Eragon incontrano dopo la partenza da Carvahall. Qui vengono bloccati e minacciati di morte dagli abitanti della città, corsi a rimedi drastici dopo la terribile notizia della carneficina consumata a Yazuac. Tuttavia Brom riesce a calmare le acque e a convincere Trevor, capo del gruppo armato dei cittadini del villaggio, che lui ed Eragon non avevano alcuna intenzione di attaccare ma soltanto bisogno di viveri.

### Narda
Narda è una città portuale situata nel nord del continente, Narda si trova in mezzo all'oceano ad ovest e la Grande Dorsale con Carvahall e Therinsford ad est. Ciononostante, le due cittadine e l'isola di Vroengard nel mare sono un po' più a nord del porto. In Eldest viene descritta come una città scura, isolata e compatta, circondata da mura fortificate e protetta da diverse guardie. Il viale principale che porta al cancello di entrata è sempre molto trafficato, a causa dell'arrivo di diversi mercanti o semplici viaggiatori, ed il varco per entrare a Narda è ben difeso da sentinelle. Lungo il porto si possono trovare diversi pontili ma anche spiaggette dove i pescatori vendono la loro merce. È circondata da diverse colline alberate oltre le quali si stagliano le montagne della Dorsale. È, insieme a Teirm, Kuasta e Feinster, una delle quattro grandi città imperiali sulla costa oceanica.
Narda appare per la prima volta nel secondo libro della saga, quando Roran, Horst e alcuni altri abitanti di Carvahall decidono di scappare dal loro villaggio, da tempo sotto attacco da parte delle truppe di Galbatorix. In un primo periodo essi si rifugeranno nei pressi delle cascate di Igualda, luogo in cui nasce il fiume Anora, per poi riprendere il loro cammino verso sud ovest attraverso la Grande Dorsale. Dopo lunghe peripezie giungeranno nei pressi della città, per cercare una nave per arrivare in Surda. Troveranno aiuto nel lupo di mare Clovis, che con la sua chiatta, il Cinghiale Rosso, li porterà fino a Teirm.

### Therinsford
È un piccolo paesino situato situata in Alagaësia nel sud della Valle Palancar, poco distante dal monte Utgard e nei pressi del fiume Anora. È collegata tramite un ponticello ad una strada che conduce fino a Carvahall e verso l'esterno della cittadina si estendono molte campagne. Roran vi trova lavoro presso un mulino di proprietà di un uomo di nome Dempton. Altre attività locali sono la scuderia di Haberth, dove Eragon e Brom acquistano il cavallo Fiammabianca e quella di un fabbro, anche se molto meno abile di Horst a Carvahall.
Compare nel primo libro della saga, quando Eragon e Brom la raggiungono durante l'inizio del loro viaggio subito dopo aver lasciato Carvahall. Dopo aver pagato ed in seguito ingannato un ragazzo che al ponticello della cittadina chiedeva un pedaggio per passare, essi vi entrano e comprano un cavallo presso la scuderia di Habert. Nel corso del primo libro si scoprirà che anche Roran è andato più volte a Therinsford, ove ha lavorato per guadagnare il denaro necessario a sposare la sua fidanzata Katrina, figlia di Sloan.

### Gil'ead
Gil'ead è una città che fa parte dell'Impero, la parte di Alagaësia, sottomessa e governata dal perfido re Galbatorix. Nel primo libro Eragon vi è fatto prigioniero, ma con l'aiuto del suo drago Saphira e del suo compagno di avventure Murtagh riesce a scappare salvando anche Arya Dröttningu, l'elfa che gli aveva chiesto aiuto in sogno. Sia Eragon che Arya sono interrogati, drogati, e nel caso dell'elfa anche torturati e avvelenati, dallo spettro Durza. Gil'ead riappare poi in Brisingr, dove è luogo della battaglia che nel finale del libro si svolge parallelamente a quella di Feinster. Gli elfi, guidati dalla regina Islanzadi, conquistano la città ma nei cieli di Gil'ead muoiono Oromis e il corpo del suo drago Glaedr, uccisi dal re Galbatorix attraverso Murtagh e Castigo. Con la sua dipartita, Oromis perde la sua preziosissima spada bronzea Naegling, nella cui gemma incastonata nel pomolo aveva conservato e accumulato una quantità di energia straordinaria.

## Valli

### Valle Palancar
È una vallata incastrata tra le alture della Grande Dorsale, solcata per intero dal fiume Anora. Solo due villaggi vi sorgono: Carvahall e Therinsford. Come un antico guardiano della valle s'innalza l'Utgard, montagna convertita anticamente in avamposto dei Cavalieri per controllare l'antico re umano Palancar, da cui la valle prende il nome. Il Re Palancar era soprannominato Il Pazzo, ma non si specifica quali azioni gli hanno valso questo nome.
In Brisingr l'autore ha scritto una sezione di una pagina intitolata L'Origine dei nomi in cui spiega che anche in Alagaësia, come nel mondo reale, il nome dei luoghi è stato dato delle varie civiltà ivi stabilitesi:
- fiume Anora: da una parola elfica
- monte Utgard: da una nanesca.
- valle Palancar: dal nome del primo re umano giunto in Alagaësia.